# Hofmaenneria hazanensis
Hofmaenneria hazanensis is een rondwormensoort uit de familie van de Xyalidae. De wetenschappelijke naam van de soort werd in 1969 gepubliceerd door R.H. Mulvey.